# Fluidity (videojuego)
Fluidity (conocido como Hydroventure en Europa y Oceanía) es un juego de puzle de físicas desarrollado por Curve Studios y distribuido por Nintendo para WiiWare en la consola de videojuegos Wii. El juego se enfoca en controlar a un pequeño cuerpo de agua que es utilizado en los diferentes estados de la materia para progresar por los niveles del juego.
Fluidity fue lanzado en Norteamérica y Europa en diciembre de 2010. Una secuela, Fluidity: Spin Cycle, fue lanzada para la eShop de la Nintendo 3DS en diciembre de 2012.

## Jugabilidad
Fluidity es un juego de puzles 2D con elementos de plataformas, donde el jugador toma control de un cuerpo de agua. Este cuerpo puede moverse sosteniendo el Wii Remote de costado e inclinándolo a la izquierda o a la derecha, lo que inclinará el mundo del juego, mientras que agitar el Remote hará que el cuerpo salte hacia arriba. El jugador tiene la tarea de explorar las páginas de una enciclopedia mágica conocida como Aquaticus, la cual ha sido infectada por una sustancia oscura llamada «influencia». El jugador deberá adquirir «gotas arcoíris» que normalmente podrán obtenerse superando obstáculos y completando puzles del entorno, liberando a la enciclopedia de la influencia.
El cuerpo de agua obtendrá la habilidad de transformarse en otros dos estados (un bloque de hielo y una nube de vapor) a medida que el juego progrese. El bloque de hielo puede romper barreras, bajar palancas y aferrarse a objetos, y la nube puede flotar libremente y expulsar ráfagas de viento, al igual que electrificar objetos por medio de rayos. Se podrá perder parte del agua al recibir daño de los monstruos y los obstáculos, resultando en un game over en caso de agotar toda el agua de reserva, y se podrá restaurar recolectando gotas de agua.

## Desarrollo
La idea de un «juego de agua» basado en físicas fue concebida en 2005, poco después de la formación de Curve Studios. Durante una entrevista de desarrollo, el director de diseño Jonathan Biddle discutió el concepto en los siguientes términos: «El agua es tan universal... El concepto básico de congelar agua para hacer hielo y hervirla para hacer vapor son cosas que nadie necesita que se les explique. Creímos que todos estos elementos podrían ser juntados para hacer un gran juego con mecánicas realmente únicas, y cuando vimos el Wii Remote, instantáneamente vimos cómo podíamos hacerlo».
Como el estudio se encontraba ocupado con otros proyectos, el desarrollo de Fluidity no comenzó hasta después de la Game Developers Conference de 2008. Durante la convención, Curve Studios conoció a Masa Miyazaki y Azusa Tajima, dos productores de Nintendo, quienes firmaron un acuerdo de publicación tras recibir la proposición de la idea del juego.
Biddle describió que el Wii Remote encajaba naturalmente con Fluidity, aunque explicó que habían tenido dificultades al ajustar la sensibilidad de los controles, particularmente la mecánica de salto. También ha citado imágenes de folletos de seguridad de las aerolíneas como inspiración del estilo visual del juego.
La música y los efectos de sonido de Fluidity fueron creados por Richard Jacques, Allister Brimble y Anthony Putson.

## Recepción
Fluidity recibió «reseñas generalmente favorables» de acuerdo con el sitio web agregador de reseñas Metacritic. Edge elogió la idea simple detrás del juego y la diversión que le proporcionó.
Nintendo World Report presentó a Fluidity con el premio al «juego WiiWare del año» en 2010.